# Grubenunglück von Castle Gate
Das Grubenunglück von Castle Gate ereignete sich am 8. März 1924 in einem Kohlebergwerk in der Nähe der Stadt Castle Gate im US-Bundesstaat Utah (jetzt aufgelassen), ca. 90 Meilen (140 km) südöstlich von Salt Lake City. Alle 171 Bergleute im Bergwerk wurden aufgrund dreier schwerer Explosionen tödlich verletzt. Der Leiter des Rettungsdienstes starb infolge einer Kohlenstoffmonoxidvergiftung während des Versuchs, die Opfer kurz nach der Explosion zu erreichen.

## Explosionen
Vermutlich wurden die Explosionen aufgrund unzulänglicher Anfeuchtung des Kohlenstaubs am Vortag ausgelöst. Die erste Explosion ereignete sich zwischen 8:00 und 8:15 am Morgen in einer Kammer, die ca. 7000 Fuß (2100 m) vom Eingang des Bergwerks #2 der Utah Brennstoffgesellschaft in Castle Gate entfernt lag. Ein Wettersteiger in jener Kammer bemerkte das Gas an der Decke der Grube, als seine Karbidlampe erlosch. Beim Versuch, seine Lampe mit einem Streichholz erneut zu entzünden, brannte er das Gas und den Kohlestaub an und entfachte auf diese Weise eine gigantische Explosion.
Die Druckwelle der Explosion schleuderte einen Förderwagen, mehrere Telefonmasten und andere Geräte über eine Meile vom Bergwerk entfernt durch den Canyon. Die Stahltore des Bergwerks wurden aus ihrem Fundament gerissen. Im Bergwerk selbst wurden Schienen verdreht und Dachträger zerstört. Ausgetretenes Kohlenstoffmonoxid und Kohlenstaub füllten die Luft, was die Lampen der überlebenden Bergarbeiter zum Erlöschen brachte. Als die Männer ihre Lampen erneut erleuchten wollten, löste dies eine zweite Explosion aus, die die restlichen Überlebenden im Bergwerk tötete. Eine dritte Explosion ereignete sich ungefähr 20 Minuten später, die einen zerstörerischen Einsturz zur Folge hatte.

## Nachwirkungen
Die Bergung der Toten dauerte neun Tage an. Die Identitätsfeststellung der Opfer war nur in wenigen Fällen anhand spezifischer Kleidungsstücke möglich. Die Überreste eines Bergmannes wurden auf einem kleinen Friedhof in der Nähe des Bergwerkeinganges ausgegraben, um ihn erneut gemeinsam mit seinem Kopf zu begraben. Dieser wurde nämlich in einiger Entfernung vom Mineneingang gefunden, aufgrund einer zuvor eher hastigen Beerdigung.
Die Nationalität der Opfer der Explosion spiegelt die Herkunft der Arbeitskräfte im Bergbau der Vereinigten Staaten des frühen 20. Jahrhunderts wider: Unter den 171 Todesopfern waren 50 Griechen, 25 Italiener, 32 Engländer bzw. Schotten, 12 Waliser, vier Japaner und drei Österreicher (oder Südslawen). Das jüngste Opfer war 15 Jahre, das älteste 73 Jahre alt.
Zwei Wochen vor der Explosion hatte die Utah Brennstoffgesellschaft viele der unverheirateten Bergleute sowie solche ohne Angehörige während der Zeit der verringerten Bestellungen von Kohle entlassen. Infolgedessen waren 114 der in diesem Unglück getöteten Männer verheiratet. Sie hinterließen 415 Witwen und vaterlose Kinder. Das Sterbegeld des 1917 ins Leben gerufenen Utah State Workmen's Compensation Fund stellte $5.000 pro Angehörigem zur Verfügung und zahlte wöchentlich $16 für sechs Jahre aus. Der Castle Gate Relief Fund, der Mittel aus jedem Landkreis Utahs angefordert hatte, bezahlte einigen Angehörigen sogar bis 1936 das Sterbegeld.

## Bedeutung
Mit der Explosion erlitt der Carbon County das bis zu diesem Zeitpunkt schwerste, sowie drittschwerste Grubenunglück in der Geschichte der Vereinigten Staaten. Das Unglück von Castle Gate zählt heute zu einer der zehn schwersten Bergbaukatastrophen in der Geschichte der Vereinigten Staaten und gilt als das zweitschwerste im Bundesstaat Utah, gefolgt vom Grubenunglück von Scofield 1900, bei dem 200 Bergleute ums Leben kamen.